# Kerk tussen de Dijken
De Kerk tussen de Dijken is een kerkgebouw in Nij Altoenae in de Nederlandse provincie Friesland.
In 1927 werd de eerste steen gelegd voor de kruiskerk van Oude- en Nieuwe Bildtdijk. In 1928 werd in de gereformeerde kerk de eerste dienst gehouden. Het orgel uit 1928 is gemaakt door Valckx & Van Kouteren. Het is in 1960 door Pels & Zn. gewijzigd en in 1999 door Bakker & Timmenga gerestaureerd.
De kerk werd een PKN-kerk en kreeg de naam Kerk tussen de Dijken.